# 八月のラブソング
『八月のラブソング』（はちがつのラブソング）は、1996年7月1日から同年9月9日まで、日本テレビ系列で放送されていたよみうりテレビ製作のテレビドラマである。放送時間は毎週月曜22:00 - 22:54（JST）。初回のみ22:00 - 23:24の90分で放送。全11回。

## 概要
葉月里緒菜・緒形拳・加藤雅也の共演で親子愛などを描いていたが、初回は8.9%だったものの、それ以降上昇に転じることはなく、第5回では4.2%の低視聴率を記録し、脚本の黒土三男の降板のきっかけにもなった。同時にケロッグが本作品をもって僅か半年でスポンサーを降板することになった。平均視聴率も5.9%で、この記録は2002年の『ギンザの恋』まで破られなかった。
映像ソフト化は現在でもされていない。製作の読売テレビでの再放送は一度も行われておらず、他のネット局での再放送もほとんど行われていない。

## あらすじ
土門栄造・千花親子の経営する老舗レストランが地上げ屋に狙われるが、その地上げ屋の相馬光太郎に千花は次第に心魅かれていく...予定であったが、低視聴率および意見の相違から脚本家が途中で交替され、物語としては破綻してしまう。サイドストーリーとして、シンガーソングライター俵恵理とその歌詞のゴーストライターを務める千花との交流を描き、最終的には千花は俵に自分で歌詞を書くように勧め、千花自身も自立していく。

## キャスト
- 土門千花：葉月里緒菜
- 相馬光太郎：加藤雅也
- 俵恵理：一色紗英
- 田代：大杉漣
- 熊崎：大河内浩
- 市岡哲也：モト冬樹
- 土門栄造：緒形拳

## テーマ曲
- 主題歌「オール・アット・ワンス」ホイットニー・ヒューストン
- 挿入歌「over the rainbow」Moon Child

## スタッフ
- 脚本：黒土三男（途中降板し、その後内容が大きく変容した）、田渕久美子
- 音楽：倉本裕基
- プロデュース：中山和記、今村紀彦、梅溪通彦
- 演出：星田良子、村上正典
- 制作協力：共同テレビ
- 制作著作：よみうりテレビ

## サブタイトル
| 各話   | 放送日  | サブタイトル                        |
| ------ | ------- | ----------------------------------- |
| 第1話  | 7月1日  | 涙がとまらない…愛の歌が聴こえますか |
| 第2話  | 7月8日  | 秘密の夜                            |
| 第3話  | 7月15日 | さよならお父さん                    |
| 第4話  | 7月22日 | 熱い夏…会いたい                     |
| 第5話  | 7月29日 | どんなに愛しても                    |
| 第6話  | 8月5日  | ずっと逢いたくて                    |
| 第7話  | 8月12日 | 軽井沢から愛を…                     |
| 第8話  | 8月19日 | キスの痛み                          |
| 第9話  | 8月26日 | 一度きりの夜                        |
| 第10話 | 9月2日  | 涙は見せない                        |
| 第11話 | 9月9日  | 愛しつづける限り                    |

| 読売テレビ 月曜10時枠の連続ドラマ                | 読売テレビ 月曜10時枠の連続ドラマ          | 読売テレビ 月曜10時枠の連続ドラマ                   |
| 前番組                                           | 番組名                                     | 次番組                                              |
| ------------------------------------------------ | ------------------------------------------ | --------------------------------------------------- |
| 俺たちに気をつけろ。 （1996年4月15日 - 6月24日） | 八月のラブソング （1996年7月1日 - 9月9日） | ナチュラル 愛のゆくえ （1996年10月14日 - 12月16日） |